# Torneio de Futebol de Praia de Winterthur 2008
O Torneio de Futebol de Praia de Winterthur 2008 disputou-se entre os dias 31 de Maio e 1 de Junho de 2008, na cidade suíça de Winterthur.

## Equipas Participantes
Este evento contou com a participação de 4 selecções do futebol de praia europeu:
- Suíça  - Anfitriã do Torneio
- Portugal - Potência do Futebol de Praia
- Alemanha - Equipa em Crescimento
- Países Baixos - Equipa em Crescimento

## Formato da Competição
A competição disputou-se no sistema de eliminatórias. No dia 31 de Maio, as equipas defrontaram-se nas meias-finais do torneio. A 1 de Junho, as selecções derrotadas lutaram pelo 3º lugar do torneio, enquanto os dois vencedores se encontraram na final.

## Resultados
Sábado 31 de Maio
Semifinal 1 - Portugal 10 - 1 Países Baixos
Semifinal 2 - Suíça 9 - 2 Alemanha
Domingo 1 de Junho
Jogo de atribuição dos 3º e 4º lugares - Países Baixos 5 - 2 Alemanha
Final - Portugal 5 - 1 Suíça

## Classificação
1º Lugar - Portugal 
2º Lugar - Suíça 
3º Lugar - Países Baixos 
4º Lugar - Alemanha 

## Campeão
Desta forma, o troféu foi conquistado pela selecção nacional portuguesa.

## Prémios Individuais
Prémio do Melhor Jogador:
- Moritz Jäggy - Suíça

Prémio do Melhor Guarda-redes:
- Rodrigues - Portugal

Prémio dos Melhores Marcadores (4 golos):
- Hernâni - Portugal
- Alan - Portugal
- Stankovic - Suíça

## Assistência
Durante o torneio, verificou-se sempre uma grande afluência da população local ao estádio, onde se realizaram os jogos. As bancadas acolheram cerca de 1 500 espectadores, que vibraram com a emoção e a magia do futebol de praia europeu.